# West Chester (Iowa)
West Chester és una ciutat dels Estats Units a l'estat d'Iowa. Segons el cens del 2000 tenia 159 habitants.

## Demografia
Segons el cens del 2000, West Chester tenia 159 habitants, 70 habitatges, i 42 famílies. La densitat de població era de 245,6 habitants/km².
Dels 70 habitatges en un 21,4% hi vivien nens de menys de 18 anys, en un 50% hi vivien parelles casades, en un 7,1% dones solteres, i en un 38,6% no eren unitats familiars. En el 28,6% dels habitatges hi vivien persones soles el 10% de les quals corresponia a persones de 65 anys o més que vivien soles. El nombre mitjà de persones vivint en cada habitatge era de 2,27 i el nombre mitjà de persones que vivien en cada família era de 2,84.
Per edats la població es repartia de la següent manera: un 17% tenia menys de 18 anys, un 7,5% entre 18 i 24, un 28,9% entre 25 i 44, un 31,4% de 45 a 60 i un 15,1% 65 anys o més.
L'edat mediana era de 44 anys. Per cada 100 dones de 18 o més anys hi havia 97 homes.
La renda mediana per habitatge era de 37.500 $ i la renda mediana per família de 41.250 $. Els homes tenien una renda mediana de 35.179 $ mentre que les dones 21.667 $. La renda per capita de la població era de 22.609 $. Entorn del 5,6% de les famílies i el 6,8% de la població estaven per davall del llindar de pobresa.

## Poblacions més properes
El següent diagrama mostra les poblacions més properes.